# Marie Bonnevial
Marie Bonnevial, née à Rive-de-Gier (42) le 28 juin 1841 et morte le 4 décembre 1918 à Paris, est une militante syndicaliste, féministe, socialiste et coopératrice. Elle fait partie des pionnières de la franc-maçonnerie mixte au sein de l'ordre maçonnique mixte international « le Droit humain ».

## Biographie

### Jeunesse et famille
Issue d'une famille modeste, Marie Bonnevial naît à Rive-de-Gier le 28 juin 1841.
Son père est forgeron. Elle est la nièce de Guillaume Roquille.

### Militantisme social et parcours professionnel
Marie Bonnevial devient institutrice. En 1863, elle dirige une école publique rue de la Villette à Lyon puis, à la suite de son adhésion en 1869 aux principes de la libre pensée, une école libre laïque rue de la Part-Dieu.
Pendant la guerre de 1870, elle est vice-présidente de l'« Ambulance libre de la Croix-Rousse », société de secours aux blessés créée par une soixantaine de Lyonnaises. Elle fonde en 1872 un cercle littéraire des Dames lyonnaises,.
L'année suivante, elle représente l'enseignement libre et laïque du Rhône au sein de la délégation ouvrière lyonnaise à l'Exposition universelle de Vienne en Autriche. Dans son rapport, elle réclame entre autres la liberté d'enseignement, l'éducation gratuite, laïque et obligatoire, la constitution d'un syndicat des instituteurs, l'accès pour la femme à toutes les écoles spéciales et supérieures, la participation des familles à la direction de l'enseignement et l'égalité salariale entre les institutrices et les instituteurs.
La nomination en mai 1873 au poste de préfet du Rhône de Joseph Ducros, chargé de faire régner l'Ordre moral à Lyon, mettra fin à sa première période militante. Début août, le nouveau préfet dépose une plainte contre Marie et seize autres institutrices et instituteurs des écoles libres laïques de Lyon pour avoir exclu de leur programme l'instruction religieuse, imposée depuis 1850 à l'enseignement primaire par la loi Falloux.
Défendus par Louis Andrieux, les enseignants poursuivis sont sanctionnés le 4 septembre par un arrêté du Conseil départemental de l'instruction publique du Rhône. Marie et trois de ses collègues sont condamnés à l'interdiction absolue d'exercer la profession d'instituteur primaire et de donner des cours privés.
Le 22 octobre, Ducros dissout par arrêté le Cercle littéraire des Dames lyonnaises et cinq autres associations sous prétexte du non-respect de l'interdiction d'avoir des discussions politiques inscrite dans leurs statuts,.
À la suite de son interdiction d'enseigner, l'auteur Victor Hugo lui écrit dans une lettre datée du 17 septembre 1873 : « Mademoiselle, la réaction vous frappe, là-bas à coup d'épingle, ici à coup de massue. Continuez l'œuvre sainte. Restez la patience sans la faiblesse, la résignation sans l'abaissement. Tous les honnêtes gens vous admirent : moi je vous bénis ».
Privée de ressources, elle s'exile chez son frère à Constantinople, où elle enseigne le français aux enfants de la bourgeoisie commerçante et ne revient en France qu'en 1878. Elle redevient institutrice, cette fois-ci rue Ganneron à Paris.
La Xe chambre correctionnelle la juge, ainsi que Jules Guesde, Gabriel Deville et Marie Manière, pour association non autorisée dans l'organisation d'un congrès ouvrier international prévu le 5 septembre 1878 à Paris.
Elle crée alors une école professionnelle dans le 18e arrondissement de Paris. Marie Bonnevial, pionnière du syndicalisme, organise en 1900 le congrès international de la condition et des droits de la femme. En 1899, elle représente, lors d'un congrès à Paris, le syndicat qu'elle a contribué à fonder : le syndicat des membres de l'enseignement. En 1900, elle est déléguée au congrès des organisations socialistes de Paris, puis au congrès de Tours. Elle assiste à plusieurs congrès de la Fédération des Bourses du Travail. En 1903, elle devient membre du Conseil supérieur du travail.
De 1897 à 1903, elle écrit des articles dans La Fronde à la rubrique « travail ». Elle collabore à la Revue Socialiste et adhère à la SFIO. Elle fait aussi partie des fondatrices du Groupe des femmes socialistes.
En 1904, elle est présidente de la ligue des droits des femmes. Elle a fortement participé au CNFF (vice-présidente en 1915) et à la LFDF (secrétaire générale en 1893), ainsi qu’à la Ligue des droits de l'homme et au comité féminin du travail.

### Franc-maçonnerie
Elle rencontre Maria Deraismes, fondatrice de l'obédience maçonnique mixte internationale Le Droit Humain. Marie Bonnevial est alors initiée en franc-maçonnerie, le 3 novembre 1894, dans la loge no 1. Elle crée, l'année suivante, à Lyon, la loge no 2, Évolution et Concorde, dont elle est vénérable maître puis vénérable d'honneur ad-vitam. La loge no 4 à Paris, qu'elle fonde en 1904, porte désormais son nom,.
Présidente de la commission permanente du Suprême Conseil en 1913, elle succède à Marie-Georges Martin, comme grand maître élu du Droit humain entre 1916 et 1918 .

### Guerre et décès
Marie Bonnevial redevient infirmière volontaire pendant la Première Guerre mondiale (1914-1918).[réf. souhaitée]
Elle est renversée par une ambulance militaire, à l'angle entre l'avenue de Clichy et la rue Gauthey. Transportée à l'hôpital Bichat, elle y meurt le 4 décembre 1918 à l'âge de 77 ans, puis est inhumée deux jours plus tard à Saint-Ouen.

### Hommages
Un journaliste lyonnais disait d'elle en 1902 : « Par sa franchise et la justesse de ses attaques, souvent violentes mais jamais acerbes, elle honore notre profession et y occupe une place honorable ».
Après avoir été spoliées par les nazis pendant la Seconde Guerre mondiale puis saisies par l'URSS, les archives de Marie Bonnevial sont restituées au Conseil national des femmes françaises, puis données à l'université d'Angers, au Centre des archives du féminisme (BU Angers).
Une école à Antony et une médiathèque à Rive-de-Gier portent son nom.